# 한길수
한길수(韓吉洙, 1900년 5월 31일~1976년 7월 1일)는 한국의 독립운동가이다. 미국과 일본사이에서 이중 간첩 활동으로 진주만 공격을 알아내여 폭로했다. 참고로, 영미권의 진주만 공격 및 태평양 전쟁 관련 서적들에서는 주로 'Kilsoo Haan'으로 표기되고 있다.
1930년대 미국에서 독립운동을 벌였다. 미국과 일본사이에서 이중첩보활동으로 진주만 공습을 폭로했으나 조명받지 못했고, 진주만 공습이 일어난 이후 재평가되었다. 이후 재미 일본인들이 격리된 콜로라도 수용소에서 일본인과 똑같이 분류되었던 재미 한국인들의 대한민국 국적과 재산을 되찾는데 기여하였다. 1945년 8.15 광복후에 신탁통치 반대하였으며, 정부가 수립된 이후 다시 미국으로 건너가 캘리포니아주에서 복숭아 농장 경영으로 일생을 보내다가 1976년에 사망했다. 뚜렷한 독립운동 공적에도 이중 간첩 활동으로 국가보훈처으로부터 보류로 분류되었다.

## 문화에서 한길수
오랫동안 그의 공적과 생애에 대해 알려지지않았다가 영화 《HAAN 한길수》에서 처음으로 조명되었다.

## 같이 보기
- 마쓰오 키노아키(松尾 樹明, en:Kinoaki Matsuo) - 흑룡회 출신의 일본제국해군 장교이자 전략가
  - 삼국동맹과 일미전(en:How Japan Plans to Win) - 1940년 일본에서 출간된 태평양 전쟁을 염두에 둔 전략 서적이며 1942년에 한길수가 영어로 번역해 출간함
    - 일본내막기 - 1941년 7월에 이승만이 영어로 출간한 일본제국의 정체와 실상을 알리며 진주만 공격을 통한 태평양 전쟁을 예언한 서적